# Jötunheim
Jötunheim je v severské mytologii země obývaná mrazivými (jinovatkovými) skalními obry. Pochází odsuď také jiná hrůzná stvoření, například bohem Lokim a obryní Angrbodou zplozené děti: Fenrir (obrovský vlk), Jörmungandr (mořský had) a Hel (vládkyně podsvětí).
Jötunheim je od Ásgardu oddělen řekou Iving. Až do tohoto světa sahá také jeden ze tří kořenů Yggdrasilu, jež vede ke studni moudrosti a vědění, kterou hlídá obr Mími. Tomuto kraji vládne král obrů Thrym, kterého později zabije i s jeho obřím příbuzenstvem bůh Thór.